# 中國—肯尼亞關係
中國—肯尼亚关系，是指歷史上的中國和肯雅（包括現在中華人民共和國與肯雅共和國）之間的雙邊關係。
中國與肯雅的來往可以追溯至唐朝，這是因為肯雅曾出土唐朝的文物，亦有唐朝書籍提及現今肯雅一帶；明朝時的鄭和據說也有踏足現今的肯雅，但中國和肯雅的來往其後一度中斷。中華人民共和國在肯雅獨立兩天後與之建交，兩國關係曾一度降至代辦級，但其後已恢復。
現在的中國和肯雅有着文化和經貿上的交往，中國亦有對後者施以援助，例如在當地援建基础设施、向該國提供糧食援助等。2013年，中國是肯雅最大的外國直接投資來源地，亦是後者第二大的貿易夥伴。

## 歷史

### 古代
中國和肯雅之間來往的歷史並不限於近代兩國建立後；相反，有證據稱在肯雅就出土過唐代瓷器及钱币等文物，由此有學者推斷或在唐代時已與肯雅有直接或間接的接觸。另外，王元林認為《新唐书》提及的「三兰国」有機會是指今天的肯尼亚和坦桑尼亚一帶的沿海地区。
肯尼亞和東南亞地區很流行這樣的一個傳說：一艘隸屬鄭和船隊的船隻在途經拉穆群島時沉沒，部分船員留在肯尼亞，並在當地開枝散葉。2013年，一批美國學者在肯雅曼達島發現一枚永樂通寶，他們認為這枚古錢能證明鄭和或他的船隊曾經踏足肯雅的土地，並證明中國人比歐洲人更早與东非有經貿上的往來；根據學者的研究，《鄭和航海圖》中的地名「慢八撒」和「麻林國」均是指現今的肯雅城市，證明鄭和率領的船隊曾經來到肯雅，但這說法有爭議。
後來，西方國家開始在非洲東部殖民，中国亦實行鎖國政策，停止對外開放，令中國和肯雅的來往一度中断。

### 肯雅立國後

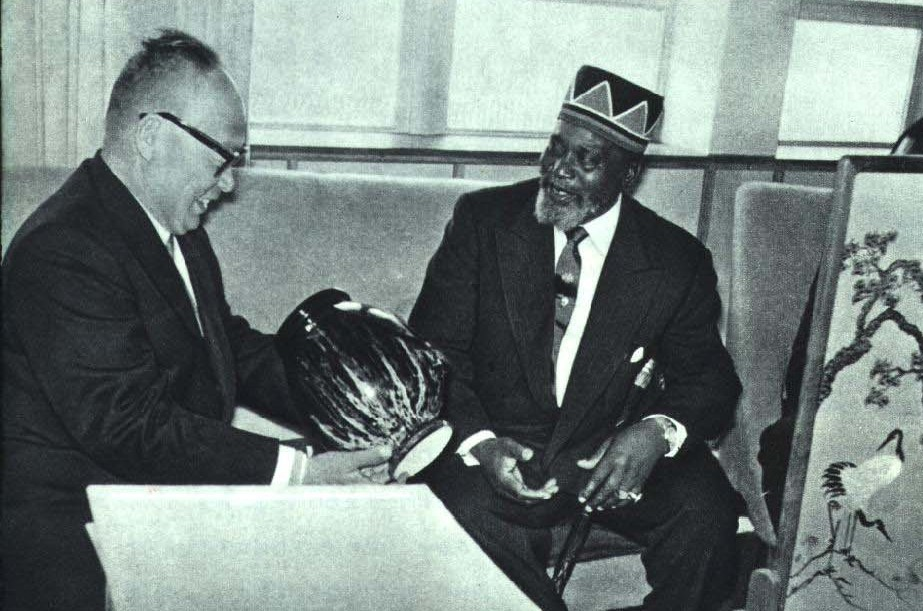
1963年12月10日，中华人民共和国外交部副部长陈毅访问肯尼亚，与乔莫·肯雅塔会面

肯雅在1895年成為英國的保護地，於1920年成為殖民地；1960年代前後，肯雅國內掀起了要求脫離英國獨立的運動:289。中華人民共和國支持肯尼亚独立，並在後者独立两天後與之建交，成為第4个承认肯尼亚独立為国、并与其建立外交關係的国家。首任肯雅總統喬莫·肯雅塔與中國的關係較好，他在肯雅独立前指出，独立後的肯雅要與中国建立邦交，更要幫助中国；他還向中方使節提議利用自己與埃塞俄比亚皇帝海爾·塞拉西一世的交情，帮助中國發展與埃塞俄比亚的雙邊关系:37–38。
其後，素有聲望、立場傾向反共主義的時任肯雅經濟規劃與發展部部長湯·姆博亞身亡；有肯雅人認為他的遇刺與中華人民共和國有關，中華人民共和國和肯雅的關係因而惡化。中國駐肯雅大使館5度遭到毁壞，临时代办更被驱逐；其後，肯尼亚副总统丹尼爾·阿拉普·莫伊指責中華人民共和國大使馆寄送毛泽东作品和像章的行徑是粗暴地干涉肯雅内政，並签署禁止《毛主席语录》入境的法令。1965年，中國與肯雅的雙邊关系降為代辦級；1967年7月中国驻肯尼亚临时代办李颉被肯尼亚政府宣布为“不受欢迎的人”而离开肯尼亚。8月，中華人民共和國駐肯雅大使館向該國外交部递交抗议照會，向肯尼亚政府作「最强烈的抗议」，又指如果肯尼亚政府繼續不歡迎毛泽东思想，就會「在肯尼亚人民、中国人民和世界革命人民面前碰得头破血流」。
1970年代，中華人民共和國開始批判干扰對外關係的极左翼思想，又纠正過往的外交政策；同時，中国和肯尼亚雙方的人員開始溝通，並多次透露改善两国关系的願望，而中華人民共和國方面亦嘗試修補與肯雅的關係。最終，肯尼亚外交部表示傾向不反對中国任命大使來當地，令中國與肯尼亚得以恢復大使级外交关系:175。
2014年下半年，肯亞警方拘捕了約70名居於該國首都奈洛比的華人，他們分別來自中國大陸和臺灣，涉嫌詐騙中國境內的國民；中華人民共和國有關當局決定與肯亞方面成立工作小組，承諾配合調查，又表示支持肯亞對違法活動施以打擊，但同時希望有關中國公民的權益能受到保障。
2014年开始，中国政府开始援助肯尼亚建设蒙内铁路。2016年12月完成铺轨。2017年5月31日，由肯尼亚总统肯雅塔主持通车仪式，并亲自试乘列车，2017年6月开通试运营。2018年1月商业运营。2025年4月24日肯尼亚总统访华后，中肯关系提升至新时代中肯命运共同体。

## 經貿關係
- 中国大陸出口到肯尼亚的商品（1995年）[17]
- 肯尼亚出口到中国大陸的商品（1995年）[18]

- 中国大陸出口到肯尼亚的商品（2012年）[19]
- 肯尼亚出口到中国大陸的商品（2012年）[20]

中國大陸在1995年出口了9,770萬美元到肯雅，貨物有纺织品、金屬製品、機械設備等；肯雅同年出口了108萬美元到中國大陸，貨物有蔬菜產品、獸皮等。2012年，中國大陸與肯雅的双边贸易總额為28.4亿美元，中國大陸出口27.9亿美元到肯雅，肯雅則出口0.5亿美元來中國大陸；中国大陸出口到肯雅的产品包括纺织品、机电产品等，肯雅則主要出口红茶、咖啡、坚果等农产品到中國大陸。
不少中國企业在肯雅設有代表处、办事处、工作组或分公司等機構；肯雅的中國企业既有中国银行、国家开发银行及中国进出口银行等金融機構，也有中兴通讯等通信企业、中铁五局等工程承包商和多家旅行社。
2013年，中國成為肯尼亚最大的外国直接投资来源地，亦是後者第二大的贸易伙伴。

## 爭議

#### 惡性市場競爭
2023年2月28日，肯尼亚首都内罗毕街头涌入以当地小商贩为主体的约千名抗议者，要求将“中国广场”（CHINA SQUARE）零售商赶出肯尼亚。其主要不满“中国广场”超市以平均低于当地商家近一半的价格，冲击其他商家生意。

#### 求職詐騙
有報導稱中國詐騙集團透過海外工作機會的廣告，將肯亞公民哄騙到國外。等他們抵達國外後，發現這些工作機會跟原先廣告上不同，反而要替中國詐騙集團進行詐騙。拒絕為這些詐騙集團工作的肯亞公民會被攻擊。此外，工作環境也非常不人道。這些被強迫勞動的肯亞公民，除了得不到原先詐騙集團承諾的報酬，如果他們未能達到一定的業績（即詐騙夠多的受害者），還會受詐騙集團威脅，要摘取他們的器官，或者投入性工作，以補足他們未達業績的「損失」。一些肯亞企業也被利用，成為這些詐騙集團的偽裝。例如，有中國詐騙集團，利用國營的肯亞鐵路公司(Kenya Railways Corporation)作偽裝，吸引肯亞公民應徵這些工作，直到後來才發現自己被強迫為詐騙集團工作。

#### 爛尾基礎建設工程
中國的「一帶一路」倡議，帶動肯亞進行多項基礎建設工程。這些工程最初是互惠性質的。然而，這些工程背後須遵守中國政府的附加條件，並且這些工程如何完工，通常會按照中國的條款進行。這些年來，中國所承諾的建設工程處於停頓狀態，未能完工，特別是中國大幅砍掉對肯亞的經濟援助預算後。為了要能完工，帶來對肯亞的經濟效益和就業機會，肯亞只能轉而向其他國家進行合作，避免工程持續爛尾。

## 文化關係

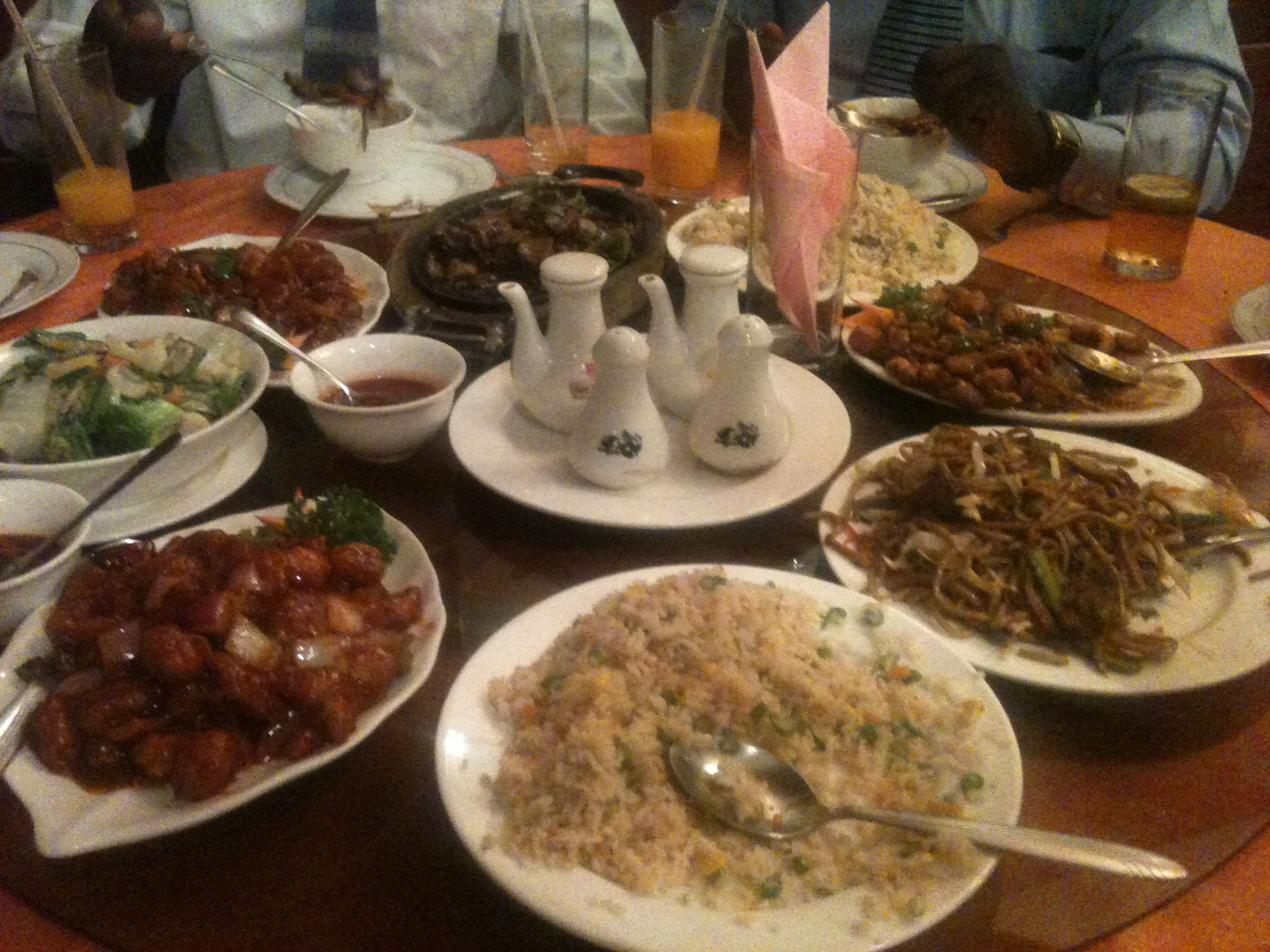
肯雅人食用中華料理

肯雅的内罗毕大学、肯雅塔大學、埃格顿大学和莫伊大学均設有孔子學院；其中，成立於2005年12月的内罗毕大学孔子学院是非洲首家孔子学院，在2007至2011年連續5年被評為最優秀的20家孔子学院之一，學生可參與功夫、舞龍等活動。此外，中國亦會通過肯雅的有關部門，每年向逾200名當地學生提供獎學金，學生可用獎學金赴華留學。
在1990年代初期，中国的功夫电影一度在肯尼亚盛行起來，但這股熱潮後來被歐美國家的肥皂剧所淹蓋；雖然如此，中國有民营电视企业在2012年进驻肯尼亚，並在當地的多个郡县提供服務，讓當地民眾能夠收看中国的电视节目。
中国曾與肯尼亚合作進行水下考古，也曾向後者派遣跳水教练。

## 援助
截至2008年12月，中國先後向肯尼亚提供逾60項援助：中國曾援助肯雅興建或修葺公路、鐵路、医院及輸電網路等基礎建設，乃至体育館等文化設施；例如，肯尼亚境內的基恩公路和甘塞公路都是由中國援建的。2011年非洲之角饑荒後，中國向肯尼亚提供1.3亿人民币的粮食援助，又表示希望加强与肯雅的农业合作和经验分享，以找出處理饑荒的辦法。

## 外部連結
- 中华人民共和国驻肯尼亚共和国大使馆官方网站（简体中文）（英文）
  - 中华人民共和国驻肯尼亚共和国大使馆经济商务处官方网站（简体中文）